# 謝景雲
謝景雲（1900年—1969年），譜名新年，號小東山，因其眼大而人稱「大目」。出生於台灣日治時期的新竹的一名詩人。

## 生平
大正十三年（1924），畢業於新竹第二公學校，任職於新竹廳。昭和九年（1934），謝氏辭去公職，改從事自行營業的測量與代書。謝氏之漢文學問深厚，受學於北門鄭虛一的門下，文才甚受之激賞。謝氏最擅長於書法與漢詩創作，其「八分書」受時人所推崇，部分作品至今仍藏於新竹孔廟。其作品收錄於《聽見樹林頭的詩歌聲—謝景雲．王秋蟾合集，謝森鴻．謝麟驥合集》。